# NGC 3040B
NGC 3040B is een spiraalvormig sterrenstelsel in het sterrenbeeld Leeuw. Het hemelobject werd op 25 maart 1884 ontdekt door de Franse astronoom Édouard Jean-Marie Stephan.

## Synoniemen
- UGC 5300
- MCG 3-25-37
- ZWG 92.67
- PGC 200252